# Stoczek (Kiwity)

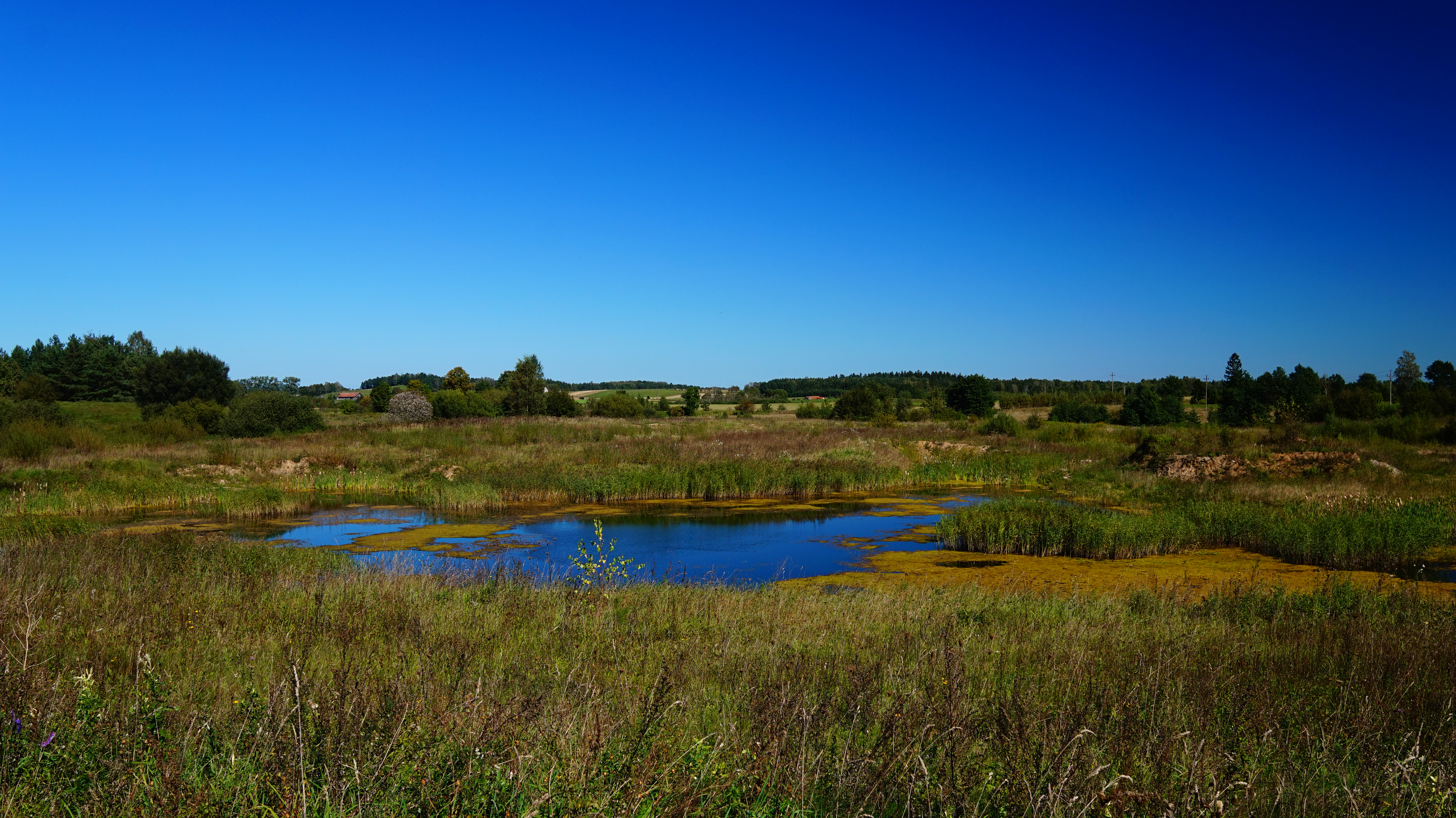
Landschaft bei Stoczek

Stoczek (deutsch Springborn (Dorf)) ist ein Ort in der Gmina Kiwity (Landgemeinde Kiwitten) in der Woiwodschaft Ermland-Masuren im Powiat Lidzbarski (Kreis Heilsberg) im Nordwesten Polens.

## Geschichte
Das Dorf erhielt seine Handfeste am 18. November 1349 vom ermländischen Bischof Hermann von Prag. Spätestens seit Anfang des 17. Jahrhunderts gab es hier eine Marienkapelle mit einer Marienstatue, die von Wallfahrern aufgesucht wurde. 
Bischof Szyszkowski ließ in den Jahren 1639–1641 eine steinerne Rundkirche errichten als Votivgabe nach dem Ende des ersten polnisch-schwedischen Kriegs. Die Kirche wurde den Bernhardinern aus Wartenburg (polnisch Barczewo) übergeben. Anfangs wohnten die Ordensbrüder in hölzernen Gebäuden. 
1666 hat Bischof Jan Wydżga die steinernen Klostergebäude gestiftet. Unter Bischof Załuski wurde ab 1708 damit begonnen, nach dem Vorbild von Heiligelinde (polnisch Święta Lipka) um die Kirche einen Kreuzgang mit vier Eckkapellen anzulegen. Das Klostergebäude wurde erst unter Bischof Theodor Andreas Potocki vollendet und ausgebaut. Seine Glanzzeit erlebte der Wallfahrtsort in den 40er und 50er Jahren des 18. Jahrhunderts, als er an Beliebtheit Heiligelinde nahezu gleichkam.
Das Dorf Springborn wurde 1874 in den neu errichteten Amtsbezirk Kiwitten (polnisch Kiwity) im ostpreußischen Kreis Heilsberg, Regierungsbezirk Königsberg, aufgenommen.
Nach der Säkularisation der Orden in Preußen übernahm der Staat Kirche und Kloster Springborn. Zeitweise wurde der Betrieb des Klosters durch die Diözese Ermland erneuert, so 1870–1973 durch Lazaristen und 1926 durch Franziskaner.
Das Dorf Springborn zählte im Jahre 1910 286 Einwohner. Ihre Zahl steigerte sich leicht bis 1933 auf 273 und belief sich 1939 auf 251.
Bekanntheit erlangte das Kloster, als hier von Oktober 1953 bis Oktober 1954 der Primas von Polen, Kardinal Stefan Wyszyński, von den Kommunisten interniert war. Der Primas bewohnte Räume im ersten Stock des Klosters und wurde von einem Priester und einer Ordensschwester begleitet. Nachdem Radio Freies Europa den Aufenthalt des Primas öffentlich gemacht hatte, wurde er nach Prudnik (Neustadt) in Oberschlesien verbracht.

## Klostergebäude

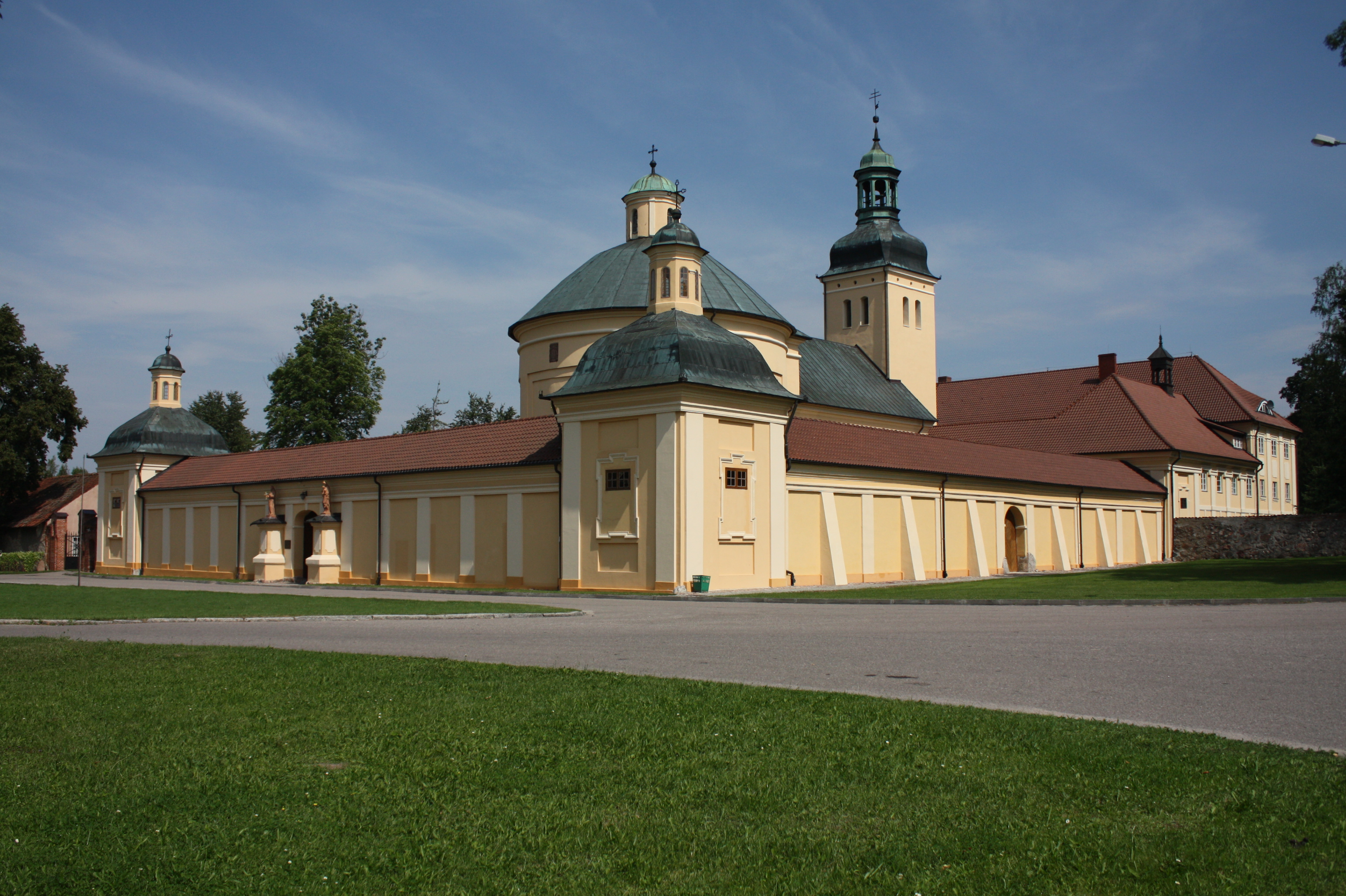
Klostergebäude Stoczek (Springborn)

Stoczek Klasztorny ist ein Ortsteil des Dorfs Stoczek und liegt wenige hundert Meter in nordwestlicher Richtung entfernt. Die Basilika Mariä Heimsuchung ist der Maria Regina Pacis („Königin des Friedens“) geweiht.

## Religion

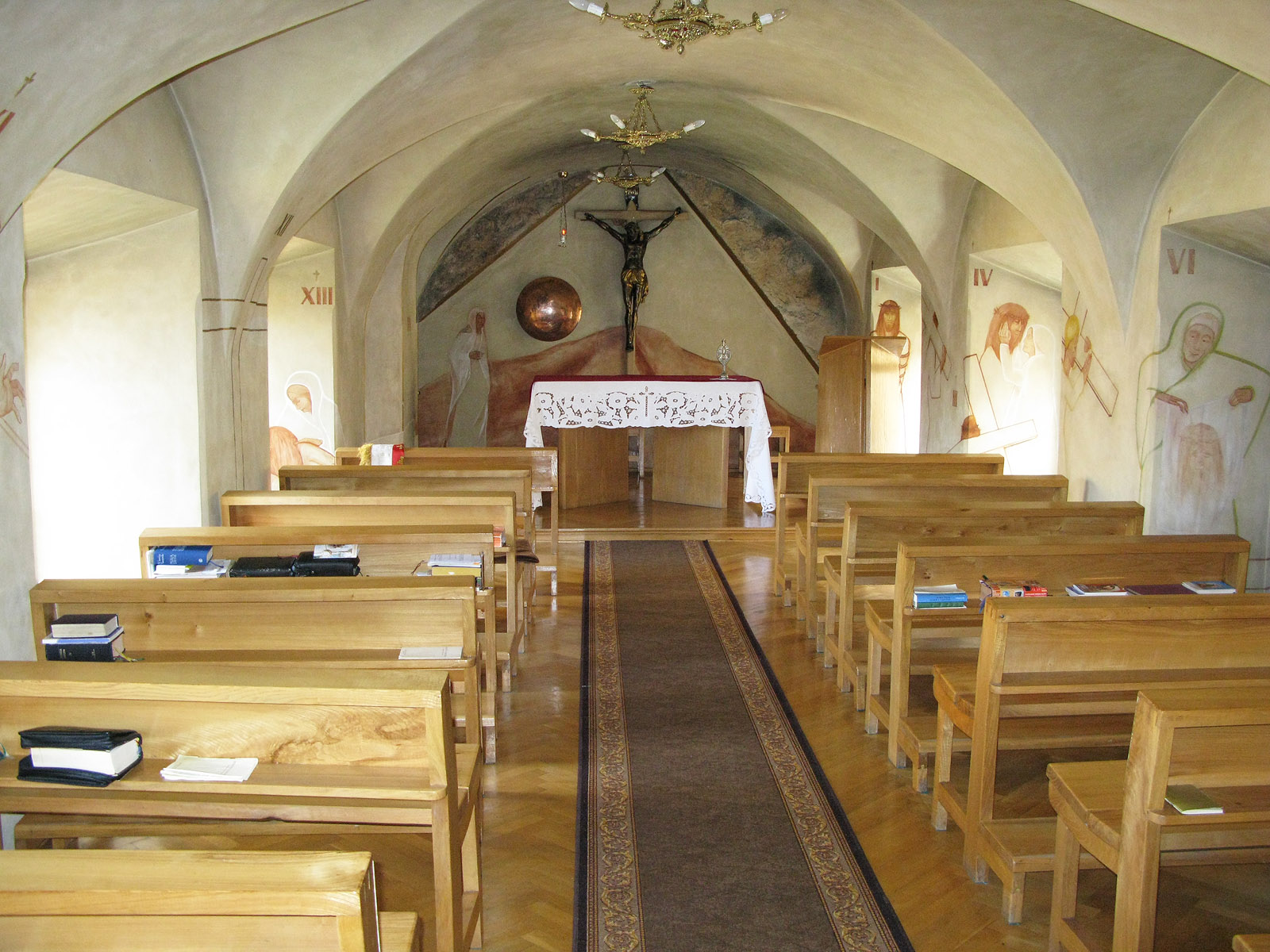
Blick in die Kapelle in Stoczek

Bereits aus der Zeit vor 1945 stammt eine eigene kleine Kapelle in Stoczek. Gleichwohl gehörte das Dorf Springborn vor 1945 zur römisch-katholischen Pfarrei in Kiwitten (polnisch Kiwity), die damals dem Dekanat Heilsberg im Bistum Ermland zugeordnet war.
Außerdem war Springborn in die evangelische Kirche Heilsberg in der Kirchenprovinz Ostpreußen der Kirche der Altpreußischen Union eingegliedert. Heute ist das Dorf Stoczek der Diözese Masuren der Evangelisch-Augsburgischen Kirche in Polen zugehörig.

## Verkehr

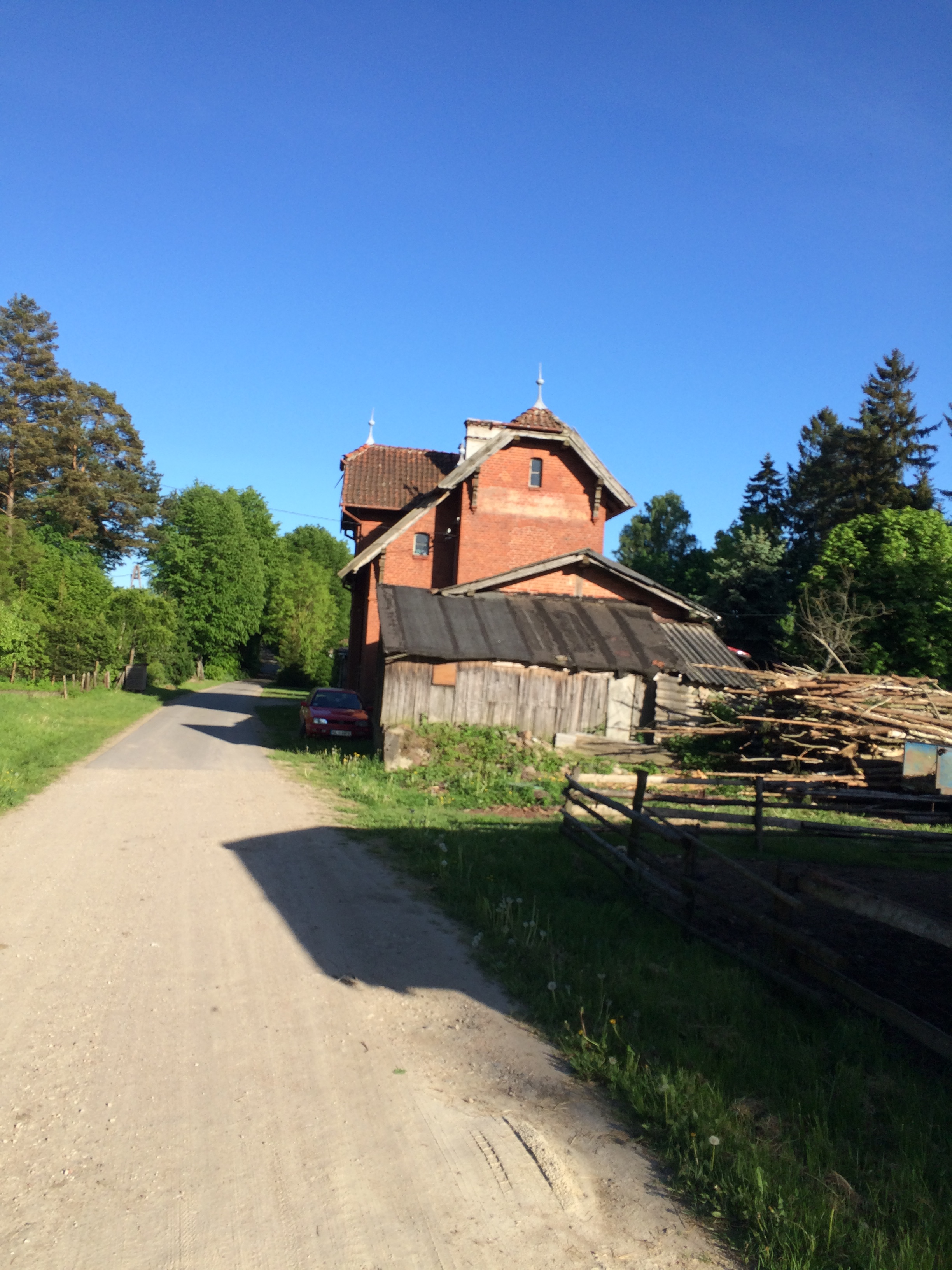
Die einstige Bahnstation Kerwienen-Springborn

Das Dorf Stoczek liegt nördlich der Woiwodschaftsstraße 513 und ist von Kiwity (Kiwitten) aus auf einer Nebenstraße in Richtung Stoczek Klasztorny (Kloster Springborn), Napraty (Napratten) und Kotowo (Katzen) direkt zu erreichen. Eine von Kiersnowo (Kerschdorf) kommende Straße endet in Stoczek.
Von 1905 bis 1945 bildete der Nachbarort Kerwienen (polnisch Kierwiny) zusammen mit dem damaligen Springborn die Bahnstation „Kerwienen-Springborn“, die im Jahre 1945 noch kurzfristig „Kierwiny“ genannt wurde. Sie lag an der Bahnstrecke Schlobitten–Wormditt–Heilsberg–Bischdorf–Angerburg. Die Strecke wurde nach 1945 nicht mehr reaktiviert.